# كيث ميلدروم
كيث ميلدروم (بالإنجليزية: Keith Meldrum)‏ (من مواليد 1937) كان كبير موظفي الصحة البيطرية في المملكة المتحدة (1988-1997)

## السيرة الذاتية
بعد عامين من الممارسة العامة كجراح بيطري، التحق بالدائرة البيطرية الحكومية كمفتش بيطري وعمل هناك خلال تفشي الحمى القلاعية عام 1967. تزامنت فترة ولايته ككبير موظفي الصحة البيطرية مع وباء التهاب الدماغ الإسفنجي البقري (جنون البقر)، حيث قاد استجابة الحكومة للمرض.